# Концентрація розчину
Об'ємна концентрáція рóзчину — відношення кількості частинок компонента системи (суміші, розчину, сплаву), його кількості речовини (молярна концентрація) чи маси (масова концентрація) до об'єму системи. Це інтенсивна фізична величина. В системі одиниць SI концентрація вимірюється в моль/м³ або кг/м³.
{\displaystyle c={\frac {n}{V}}}
тут n — кількість розчиненої речовини, моль; V — об'єм розчину, м³.

## Способи вираження складу розчинів
Існують різні способи вираження кількісного складу розчинів.
- Молярна концентрація: відношення кількості розчиненої речовини до об'єму розчину.

c(реч) = n(реч)⁄V(розчину)
Традиційна одиниця вимірювання в хімії — моль/л (застаріле позначення М) — відрізняється від стандарту SI.
Також визначають молярну концентрацію еквівалентів речовини:
cекв(реч) = nекв(реч)⁄V(розчину)
Застаріла назва цієї величини «нормальність», і хоча її розмірність така сама (моль/л), застаріле позначення для неї «N» або ж «н.».
- Масова концентрація: відношення маси розчиненої речовини до об'єму розчину.

C(реч) = m(реч)⁄V(розчину)
До введення системи SI масову концентрацію, виражену в г/мл, називали титром розчину.
- Масова частка: відношення маси розчиненої речовини до маси розчину.

w(реч) = m(реч)⁄m(реч)+m(розчинника) = m(реч)⁄m(розчину)
Безрозмірнісна величина, часто виражають у відсотках, рідше в частках одиниці.
- Молярна частка: відношення кількості молів розчиненої речовини до загальної кількості молів речовин у розчині.

x(реч) = n(реч)⁄n(реч)+n(розчинника)
Безрозмірнісна величина, традиційно виражають у частках одиниці, зрідка у відсотках.
- Об'ємна частка: відношення об'єму розчиненої речовини до об'єму розчину. Здебільшого використовується для сумішей рідин (тут об'єм, як правило, не дорівнює сумі об'ємів компонентів) або для сумішей газів (тут об'єм суміші точно дорівнює сумі об'ємів компонентів для ідеальних газів).

φ(реч) = V(реч)⁄V(розчину)
Безрозмірнісна величина, часто виражають у відсотках, рідше в частках одиниці.
- Моляльність: відношення кількості молів розчиненої речовин до маси розчинника, вираженої в кг.

L(реч) = n(реч)⁄m(розчинника)
Для перерахунку складу розчину із одних одиниць в інші може знадобитися значення густини розчину.